# ヤクイバ
ヤクイバ（スペイン語: Yacuíba）は、ボリビア南部の都市で、タリハ県の県都およびグラン・チャコ郡の郡都である。アルゼンチン国境から3キロに位置し、人口は8万人、標高は600メートル台。商業と炭化水素の開発ブームにわく、ボリビアでもっとも発展が著しい都市のひとつである。1900年までアルゼンチン領だった。
その地理的条件から、ヤクイバでは商業がさかんである。国境を接するアルゼンチンのサルバドール・マッサと、コナベーションを形成している。
タリハやサンタ・クルス方面の道路と、ヤクイバ空港がある。しかし人口が少なく、国内のプロリーグになんとかサッカーチームを参入させている。
地名はグアラニー語で「鳥の水飲み場」といった意味の yaku-iba に由来する。